# Elk (Wisconsin)
Elk – miasto w Stanach Zjednoczonych, w stanie Wisconsin, w hrabstwie Price.